# 山東出兵
山東出兵（さんとうしゅっぺい）は、大日本帝国が1927年（昭和2年、民国16年）から1928年（昭和3年、民国17年）にかけて、3度にわたって行った中華民国山東省への派兵と、その地で起こった戦闘。
表向きは居留民保護であるが、実際には蒋介石の国民革命軍による北伐を牽制し、親日的であった張作霖の北京政府を擁護、華北・満州における日本の権益維持を図る狙いがあったとされる。

## 背景
1919年にドイツ帝国と日本を含む連合国とのあいだでヴェルサイユ条約が締結され、同条約第156条で山東省にあったドイツの租借地を日本が継承することが国際社会で認められた。
しかし、中華民国はこれを不服としてヴェルサイユ条約を調印しなかった。そして、中独平和回復協定を1921年5月20日に北京で条約締結し、これにより山東省はドイツから中華民国に返還されるものとされ、ヴェルサイユ条約と矛盾する二枚舌外交となった。
この結果、日本はヴェルサイユ条約を法的根拠とした山東省の統治権を主張し、中華民国は中独平和回復協定を法的根拠にした統治権を主張する対立構造となった。
大日本帝国は、日露戦争（1904年 - 1905年）の勝利を経て、満洲および関東州の租界などの権益をロシア帝国より継承、清朝とも条約にて継承を確認、以降、日本は同地への投資を進め、旅順、大連などの大都市が相次いで発展した。
1912年、辛亥革命により、清朝に変わり中華民国が誕生した時、中華民国が清朝の継承国として条約上の義務を引き継ぐ条約順守能力があるかが、安定的な大陸経緯の観点から問題となる。1914年、欧州大戦（第一次世界大戦）開戦後、日本はドイツ帝国の権益であった山東省と租借地の青島（膠州湾租借地）、植民地である南洋群島を攻略。翌1915年、日本は中華民国の袁世凱大総統と、ドイツ権益の引継ぎについて交渉を行い（対華21ヶ条要求）、5月25日、山東省に関する条約、山東省に於ける都市開放に関する交換公文、膠洲湾租借地に関する交換公文として承認された。
しかしその後、1916年に袁大総統が没すると、清朝滅亡後の中原を取りまとめる統一権力がなくなり、各地の軍閥が群雄割拠、列強各国と連携しながら離合集散を繰り返す動乱時代に入る。すると、革命直後の条約順守問題がまた問われる事態に至る。1919年、一次大戦の講和会議（ヴェルサイユ会議）が開かれるが、袁直系の軍閥を率いた段祺瑞は、大戦末期に対独宣戦布告をしたことを根拠に、"戦勝国"の立場で、一旦日本に遷った山東省の独利権の返還を要求、4年前に締結した「21か条要求」の継承を拒否する意向を示した。
これと同時期、ロシア革命の成功を受けて共産主義思想が中原の知識層にも入り込んでおり、共産主義分子により、義和団の乱（北清事変）以来の列強による軍の駐留に対する反感も合わさり、日本をはじめとする列強に対する反帝国主義闘争が慢性的に繰り広げられるようになる。マルクス経済学者であった陳独秀北京大学教授および同大学生が五・四運動を引き起こし、1920年5月には中国共産党が結党される。
状況を打開すべく、日本政府は中国と交渉の末、1922年の日中山東条約及び日中山東還付条約によって青島を含んだ山東省を中国に還付することとなったが、膠済鉄道は日本の借款鉄道とされ、同鉄道沿線の鉱山は日中合弁会社の経営となるなど、日本は山東省に一定の権益を確保した。これは軍縮会議以来、世界規模で進む軍縮の流れによるものでもある（シベリア出兵も本年終了）が、中国は21か条も廃棄するよう求め、日本はこれを拒否した。
1927年に入ると、イギリス租界奪取事件、上海クーデターをはじめとした中国民衆による暴動事件が起きるなど危険な地帯にあった。山東省における日本人居留民数は、昭和2年末の外務省調査によれば、総計約16940人に達し、そのうち青島付近に約13640人、済南に約2160人であり、投資総額は約1億5千万円に達していた。

## 第一次出兵
1926年3月、蒋率いる国民革命軍（南軍）は、軍事力による中原統一、特に北京に進出していた張作霖軍閥（北軍）の打倒を志して北伐を開始する。その過程で、1927年（昭和2年）3月24日に南京事件、4月3日に漢口事件等が起きていて、日本人の生命財産等が侵害される危険が生じることも予想された。
同じく租界を攻撃された英国初め各国の公使は会議を開き、守備兵力の倍増がフランス公使によって提議された。この時日本の政権は第1次若槻内閣であり、幣原喜重郎外務大臣は不干渉主義を保持していた（幣原外交）。幣原外相は列強間の共同派兵には否定的であり、芳沢謙吉日本公使は政府の方針に基づき共同歩調について明答を避けた。4月18日には英国公使が2個師団増派を提議したが、日本側はいまだその必要がない旨を回答した。英国のオースティン・チェンバレン外相は「幣原男爵の楽観主義は救いがたい」と批判している。
4月17日、若槻内閣は昭和金融恐慌への対処を誤って総辞職し、与党憲政会は憲政の常道によって下野、4月20日、立憲政友会の田中義一総裁を首班とする田中義一内閣が誕生した（外相は田中が兼任）。
南軍が山東省に接近すると、5月27日、政府は山東省の日本権益と2万人の日本人居留民の保護及び治安維持のため、陸海軍を派遣することを決定。田中首相は英国、米国、フランス、イタリアの代表を招いて出兵の主旨を説明したが、特に異見はなかった。中国民族主義の伸長を恐れる英米も無条件で歓迎した。
5月28日、陸軍中央部は在満洲の歩兵第33旅団を青島に派遣待機させる旨の命令を下す。同旅団は5月30日に大連を出発し、翌日青島に入港、6月1日、上陸を完了した。
7月3日、北軍の孫伝芳系の周蔭人の指揮下の軍が離反して南軍に加担して、青島奪取を企図する。済南にあった北軍の張宗昌軍がこれを討伐しようとしたが、膠済鉄道と電線を切断されるなど、状況が悪化し、歩兵第33旅団の済南進出が不可能になる恐れが出てきた。そのため、7月4日、藤田栄介済南総領事は田中外相に旅団の西進を申請し、7月5日の閣議でその必要が認められ、旅団は7月8日、済南に進出した。また同8日の閣議で兵力増派の要請が承認され、在満第10師団の残余と第14師団の一部、内地より鉄道、電信各一個班が7月12日、青島に上陸した。
7月に入ると、武漢に拠点を置いていた汪兆銘による武漢軍が蔣介石軍の側面を脅かしたため、蔣介石は7月10日に張宗昌に停戦を申し入れたが、北軍は応じず、7月末から8月始めにかけて、南軍は北軍と徐州付近の戦いで決戦、大敗した。蔣は、汪が共産党と絶縁（合作崩壊）したのを受けて、国民党再合流を優先させて8月13日に下野を宣言し、北伐は一時的に中断した。また、日本の出兵にも内外からの批判が強まった。こうした状況から、日本政府は8月24日の閣議で撤兵を決定、9月8日までに撤兵を完了した。
表向きは居留民保護のための出兵であるが、田中内閣は、前年の南京事件で幣原が出兵しなかったことで軟弱外交と非難を浴びたことに鑑み、また、国民革命軍の北伐が成功すれば華北・満州の日本の権益にも見直しの圧力が中国から強まることが予想され、北伐を牽制し張作霖政権を支援する目的があったとみられる。また、個人的にも田中は張作霖と極めて親しい関係であった。

## 第二次・第三次出兵
下野した蒋は同年秋に訪日、田中首相の私邸で田中と意見交換を行う。会談において蔣は、日本が後援する張作霖軍閥への支援を打ち切るよう求めるが、田中は、あくまで満洲の治安維持のための後援であるとして譲らず、会談は物別れに終わった。
1928年（昭和3年）4月8日、蔣は北伐を再開、4月末に10万人の北伐軍が山東省に突入したため、支那駐屯軍の天津部隊3個中隊（臨時済南派遣隊）と内地から第6師団の一部が派遣され、4月20日午後8時20分、臨時済南派遣隊が済南到着、4月26日午前2時半、第6師団の先行部隊の斎藤瀏少将指揮下の混成第11旅団が済南に到着し、6千人が山東省に展開した（第二次山東出兵）。山省内で日本軍と北伐軍が対峙し、睨み合いながらも当初は両軍ともに規律が保たれていた。
しかし、5月3日、済南にいた北伐軍部隊と日本軍との間で衝突が発生、また、日本軍の警備地域外には警備地域への引揚を拒んだ若干の日本人居留民が残っていたが、彼らは中国人暴徒あるいは北伐軍兵士によるとみられる者によって惨殺された。のちの5月5日に済南近くの鉄道駅で日本人9名の惨殺死体が日本軍によって発見されたのを皮切りに、その後も若干の日本人遺体が発見されている。また、3日の衝突では、日本軍・中国軍双方に死傷者が出た。さらに同日夜には、事態収拾のための交渉に来ていた蒋介石側外交団らを日本軍が襲撃し、虐殺するという事件が発生した。これらが、いわゆる済南事件（「済南事変」とも呼ばれる）の発生である。
5月4日午前、日本は緊急閣議を開いて、関東軍より歩兵1旅団、野砲兵1中隊、朝鮮より混成1旅団、飛行1中隊の増派を決定した。5月8日午後の閣議において、動員1師団の山東派遣および京津方面への兵力増派を承認し、5月9日、第3師団の山東派遣が命じられた （第三次山東出兵）。日本軍は、北伐軍側責任者の処罰、衝突に関わった北伐軍部隊の武装解除等を要求して、済南城を攻撃した。5月10日から11日にかけての夜、北伐軍は城外へ脱出し北伐を再開した為、5月11日に日本軍は済南城ならびに済南全域を占領した。この事件により日本の世論は憤激、中国に対する感情が悪化した。
5月中旬、北伐軍は張作霖軍閥と接敵してこれに勝利し、張作霖軍の敗勢は覆い難くなる。日本は、張作霖に奉天への一時撤退を進言し、説得を受けた張作霖は6月3日、北京を離れる。しかし、翌4日、奉天への帰途の張作霖が乗車した列車が爆破され、張作霖は落命する（張作霖爆殺事件）。直後より、張作霖軍閥の弱体化を狙った関東軍の謀略であったとされたが、後を継いだ張作霖の息子である張学良はやがて日本と袂を別ち、12月、蔣率いる国民政府との合流を宣言することになった。もともと山東省自体は、張作霖の奉天派に与しその有力者となっていた軍閥の張宗昌の地盤で、1927年に張宗昌が北伐軍に対する敗北後に南京から逃げ戻って、日本軍の後押しもあり暫く維持していたが、これも不穏な情勢となった。1928年9月には張宗昌の軍は白崇禧の北伐軍に敗北、追撃を受けて、結局、日本の保護を求めて遼寧省の大連に逃亡した。
日本側の陰により陽による画策にもかかわらず、蔣介石の北伐はこれにより終了。済南事件は日本と国民政府がともに相手側の謝罪・賠償を要求する困難な交渉懸案となっていたが、翌1929年3月28日、双方の譲歩によりようやく解決、日本軍は5月末山東から全面撤兵した。出兵期間1年1ヵ月、出兵費4,140万円に達した。

## 展開
当時の田中義一内閣は東方会議を開いて、満蒙については権益防護とそのための治安維持の覚悟を表明したものの、中国本土については居留民保護による積極的な中国政策を決めてはいたが、現地勢力に関しては権益が損なわれない限り比較的中立的で、軍中央もこの決定に従って大きく戦線を拡大・逸脱することはなかった。しかし、第一次では慎重であった山東出兵も、二次・三次では本来の目的であった居留民保護から例えば陸軍では国軍の威信が強調され戦闘を煽る等、後の変質につながる萌芽が見られる。
一方で、関東州の日本軍は、上述の満州某重大事件をはじめ、露骨な満州政策を行い始めてもいた。これは日本政府が進めていた軍縮路線（不戦条約宣布とロンドン軍縮条約）と相反するものであり、政府と関東軍を中心とした軍部の軋轢は次第に深まっていくことになる。しかし、政府・内閣といえども、張作霖亡き後も満州を中国の中央政府から分離した状態で日本の勢力範囲に止めようとし続けた点は変わりはない。
一方、蔣介石は北伐戦争を妨害されたことを怒りをもったらしく、このときから日本との戦争を覚悟していたとも考えられ得る。
張作霖は満鉄併行線禁止条項に反して鉄道の建設を進め、満州善後条約で日本が清朝と結んでいた関東州の権益について、中華民国側と解釈の相違が露呈しはじめる。張学良は、条約にも父張作霖が関東軍と結んだ地域に関する契約にも違反しないと主張し、開発は進められた。この頃、ドイツの退役将校マックス・バウアー大佐が蔣介石の軍事顧問となり、軍事顧問団を形成した。これ以降、ドイツの最新兵器が中華民国にもたらされる(中独合作を参照)。1929年（昭和4年）2月 に李宗仁の乱が起きた。4月に山東全域から日本軍が撤退した。5月16日に馮玉祥軍が挙兵を宣言した。1929年6月、日本は国民政府を正式に承認する。このときの協定文書で蔣介石は「支那」でなく「中華民国」呼称にするよう要求、日本も承諾した。